# Ciclo litico e lisogeno
Il ciclo litico e il ciclo lisogeno sono i due modi con cui i virus sopravvivono e si riproducono utilizzando le cellule.
Entrambi i cicli hanno inizio con l'iniezione dell'acido nucleico virale nella cellula ospite. Questa fase costituisce un crocevia tra i due possibili cicli:
- nel ciclo litico il genoma virale prende il controllo della cellula ospite inducendola a sintetizzare nuovi acidi nucleici e proteine virali che, una volta assemblate con il genoma, andranno a costituire i nuovi virioni, i quali fuoriusciranno dalla cellula uccidendola mediante lisi o verranno da essa rilasciati all'esterno per gemmazione;

Ciclo litico senza lisi cellulare, tipico di un virus dotato di pericapside. Le particelle virali fuoriescono dalla cellula per gemmazione.

- nel ciclo lisogeno il genoma virale si integra nel DNA della cellula ospite (mediante trasposizione) e dando così origine a un provirus (a un profago nei batteriofagi) e mantenendo i suoi geni inattivati. Con la divisione cellulare viene trasmessa alle cellule figlie anche il DNA virale formando così copie di genomi virali senza che avvenga la lisi. Il genoma del provirus reprime la maggior parte dei geni, che vengono riattivati in caso di condizioni avverse alla cellula ospite, dando inizio ad un ciclo litico.

Un esempio noto è quello del virus dell'herpes simplex, i cui provirus vengono riattivati da stress termici o psicologici o da radiazioni ultraviolette, dando origine alla cosiddetta "febbre nascosta".
Nel genoma umano sono state individuate numerose copie di virus, come l'SV40, ormai rese inattive da mutazioni.
Alcuni batteri, come quelli che causano il botulismo, la difterite e la scarlattina, causano malattie dannose nell'uomo per via di geni attivi nel DNA virale integrato con il DNA del batterio.
L'imperfetta escissione di un provirus può portare al trasporto di geni da un organismo ospite ad un altro, un processo denominato trasduzione.